# Гласхите (Саксонија)
Гласхите (њем. Glashütte) град је у њемачкој савезној држави Саксонија. Једно је од 41 општинског средишта округа Зексише Швајц-Остерцгебирге. Према процјени из 2010. у граду је живјело 7.323 становника. Посједује регионалну шифру (AGS) 14628130.

## Географски и демографски подаци
Гласхите се налази у савезној држави Саксонија у округу Зексише Швајц-Остерцгебирге. Град се налази на надморској висини од 340 метара. Површина општине износи 95,6 km². У самом граду је, према процјени из 2010. године, живјело 7.323 становника. Просјечна густина становништва износи 77 становника/km².